# Rally van Cyprus 2006
De Rally van Cyprus 2006, formeel 34th Cyprus Rally, was de 34e editie van de Rally van Cyprus en de zesde ronde van het wereldkampioenschap rally in 2005. Het was de 419e rally in het wereldkampioenschap rally die georganiseerd wordt door de Fédération Internationale de l'Automobile (FIA). De start en finish was in Limassol.

## Programma
| Etappe | Datum                 | Klassementsproeven | Competitieve afstand |
| ------ | --------------------- | ------------------ | -------------------- |
| 1      | Vrijdag 22 september  | 8                  | 111,48 kilometer     |
| 2      | Zaterdag 23 september | 8                  | 122,28 kilometer     |
| 3      | Zondag 24 september   | 6                  | 88,75 kilometer      |
|        |                       |                    |                      |
| Totaal | Totaal                | 22                 | 322,51 kilometer     |

## Resultaten
| Algemene top tien | Algemene top tien | Algemene top tien     | Algemene top tien          | Algemene top tien | Algemene top tien | Algemene top tien | Algemene top tien |
| Pos.              | #                 | Rijder                | Auto                       | Gr/kl             | Tijd              | Eerste            | Punten            |
| Pos.              | #                 | Navigator             | Inschrijving               | C                 | Straftijd         | Vorige            | Punten            |
| ----------------- | ----------------- | --------------------- | -------------------------- | ----------------- | ----------------- | ----------------- | ----------------- |
| 1.                | 1                 | Sébastien Loeb        | Citroën Xsara WRC          | A8                | 4:40:50,4         | 0:00              | 10                |
| 1.                | 1                 | Daniel Elena          | Kronos Total Citroën WRT   | C                 |                   | =                 | 10                |
| 2.                | 3                 | Marcus Grönholm       | Ford Focus RS WRC 06       | A8                | 4:41:11,6         | + 21,2            | 8                 |
| 2.                | 3                 | Timo Rautiainen       | BP Ford World Rally Team   | C                 |                   | + 21,2            | 8                 |
| 3.                | 4                 | Mikko Hirvonen        | Ford Focus RS WRC 06       | A8                | 4:46:06,5         | + 5:16,1          | 6                 |
| 3.                | 4                 | Jarmo Lehtinen        | BP Ford World Rally Team   | C                 |                   | + 4:54,9          | 6                 |
| 4.                | 7                 | Manfred Stohl         | Peugeot 307 WRC            | A8                | 4:47:30,1         | + 6:39,7          | 5                 |
| 4.                | 7                 | Ilka Minor            | OMV Peugeot Norway         | C                 |                   | + 1:23,6          | 5                 |
| 5.                | 14                | Toni Gardemeister     | Citroën Xsara WRC          | A8                | 4:49:30,8         | + 8:40,4          | 4                 |
| 5.                | 14                | Jakke Honkanen        | Astra Racing               | A8                |                   | + 2:00,7          | 4                 |
| 6.                | 8                 | Henning Solberg       | Peugeot 307 WRC            | A8                | 4:55:30,4         | + 14:40,0         | 3                 |
| 6.                | 8                 | Cato Menkerud         | OMV Peugeot Norway         | C                 |                   | + 5:59,6          | 3                 |
| 7.                | 15                | Xavier Pons           | Citroën Xsara WRC          | A8                | 4:55:37,1         | + 14:46,7         | 2                 |
| 7.                | 15                | Carlos del Barrio     | Xavier Pons                | A8                |                   | + 6,7             | 2                 |
| 8.                | 5                 | Petter Solberg        | Subaru Impreza S12 WRC 06  | A8                | 4:56:11,9         | + 15:21,5         | 1                 |
| 8.                | 5                 | Phil Mills            | Subaru World Rally Team    | C                 | 0:10              | + 34,8            | 1                 |
| 9.                | 6                 | Chris Atkinson        | Subaru Impreza S12 WRC 06  | A8                | 4:58:05,4         | + 17:15,0         |                   |
| 9.                | 6                 | Glenn MacNeall        | Subaru World Rally Team    | C                 |                   | + 1:53,5          |                   |
| 10.               | 9                 | Matthew Wilson        | Ford Focus RS WRC 04       | A8                | 5:06:11,4         | + 25:21,0         |                   |
| 10.               | 9                 | Michael Orr           | Stobart VK Ford Rally Team | C                 |                   | + 8:06,0          |                   |
| DNF top tien      |                   |                       |                            |                   |                   |                   |                   |
| Pos.              | #                 | Rijder                | Auto                       | Gr/kl             | KP                | Reden             | Reden             |
| Pos.              | #                 | Navigator             | Inschrijving               | C                 | KP                | Reden             | Reden             |
| DNF               | 2                 | Daniel Sordo          | Citroën Xsara WRC          | A8                | 21                | Ongeluk           | Ongeluk           |
| DNF               | 2                 | Marc Martí            | Kronos Total Citroën WRT   | C                 | 21                | Ongeluk           | Ongeluk           |
| DNF               | 11                | Harri Rovanperä       | Škoda Fabia WRC            | A8                | 2                 | Elektrisch        | Elektrisch        |
| DNF               | 11                | Risto Pietiläinen     | Red Bull Škoda             | C                 | 2                 | Elektrisch        | Elektrisch        |
| DNF               | 12                | Andreas Aigner        | Škoda Fabia WRC            | A8                | 2                 | Elektrisch        | Elektrisch        |
| DNF               | 12                | Klaus Wicha           | Red Bull Škoda             | C                 | 2                 | Elektrisch        | Elektrisch        |
| DNF               | 17                | Juan Pablo Raies      | Ford Focus RS WRC 04       | A8                | 18                | Bijrijder onwel   | Bijrijder onwel   |
| DNF               | 17                | Jorge Pérez Companc   | Juan Pablo Raies           | A8                | 18                | Bijrijder onwel   | Bijrijder onwel   |
| DNF               | 43                | Aaron Burkart         | Mitsubishi Lancer Evo IX   | N4                | 11                | Ongeluk           | Ongeluk           |
| DNF               | 43                | Tanja Geilhausen      | Aaron Burkart              | N4                | 11                | Ongeluk           | Ongeluk           |
| DNF               | 46                | Nigel Heath           | Subaru Impreza WRX STi     | N4                | 4                 | Mechanisch        | Mechanisch        |
| DNF               | 46                | Steve Lancaster       | Nigel Heath                | N4                | 4                 | Mechanisch        | Mechanisch        |
| EX                | 59                | Andreas Tsouloftas    | Mitsubishi Lancer Evo IX   | N4                | 5                 | Uitgesloten       | Uitgesloten       |
| EX                | 59                | Savvas Laos           | Andreas Tsouloftas         | N4                | 5                 | Uitgesloten       | Uitgesloten       |
| DNF               | 60                | Spyros Pavlides       | Subaru Impreza WRX STi     | N4                | 15                | Mechanisch        | Mechanisch        |
| DNF               | 60                | Theodoros Vassiliadis | Spyros Pavlides            | N4                | 15                | Mechanisch        | Mechanisch        |
| DNF               | 62                | Kikis Koutsakos       | Subaru Impreza WRX STi     | N4                | 9                 | Mechanisch        | Mechanisch        |
| DNF               | 62                | Pambos Laos           | Kikis Koutsakos            | N4                | 9                 | Mechanisch        | Mechanisch        |
| DNF               | 64                | Georgios Zakos        | Subaru Impreza WRX         | N4                | 11                | Mechanisch        | Mechanisch        |
| DNF               | 64                | Kyriacos Evangelou    | Georgios Zakos             | N4                | 11                | Mechanisch        | Mechanisch        |

| PWRC top drie | PWRC top drie     | PWRC top drie |
| Pos.          | Rijder            | Pnt.          |
| ------------- | ----------------- | ------------- |
| 1             | Fumio Nutahara    | 10            |
| 2             | Aki Teiskonen     | 8             |
| 3             | Khalid Al-Qassimi | 6             |

## Statistieken

#### Klassementsproeven
| Etappe | Datum        | KP | Starttijd | Naam                            | Lengte   | Snelste rijder  | Tijd          | Gem. snelheid | Rallyleider     |
| ------ | ------------ | -- | --------- | ------------------------------- | -------- | --------------- | ------------- | ------------- | --------------- |
| 1      | 22 september | 1  | 9:43      | Xyliatos - Kapouras 1           | 8,09 km  | Marcus Grönholm | 7:43,3        | 62,86 km/u    | Marcus Grönholm |
| 1      | 22 september | 2  | 10:04     | Kapuras - Asinou 1              | 10,17 km | Marcus Grönholm | 9:14,1        | 66,07 km/u    | Marcus Grönholm |
| 1      | 22 september | 3  | 10:37     | Asinou - Nikitari 1             | 25,61 km | Marcus Grönholm | 26:52,4       | 57,18 km/u    | Marcus Grönholm |
| 1      | 22 september | 4  | 12:05     | Kato Amiantos - Platres 1       | 11,87 km | Petter Solberg  | 9:33,4        | 74,52 km/u    | Marcus Grönholm |
| 1      | 22 september | 5  | 15:03     | Xyliatos - Kapouras 2           | 8,09 km  | Marcus Grönholm | 7:26,5        | 65,23 km/u    | Marcus Grönholm |
| 1      | 22 september | 6  | 15:24     | Kapuras - Asinou 2              | 10,17 km | Sébastien Loeb  | 8:56,4        | 68,26 km/u    | Marcus Grönholm |
| 1      | 22 september | 7  | 15:57     | Asinou - Nikitari 2             | 25,61 km | Sébastien Loeb  | 26:07,1       | 58,83 km/u    | Marcus Grönholm |
| 1      | 22 september | 8  | 17:25     | Kato Amiantos - Platres 2       | 11,87 km | Sébastien Loeb  | 9:26,8        | 75,39 km/u    | Marcus Grönholm |
|        |              |    |           |                                 |          |                 |               |               | Marcus Grönholm |
| 2      | 21 september | 9  | 8:38      | Kellaki - Foinikaria 1          | 9,49 km  | Marcus Grönholm | 8:01,4        | 70,97 km/u    | Marcus Grönholm |
| 2      | 21 september | 10 | 9:16      | Akrounta - Apsiou 1             | 7,99 km  | Marcus Grönholm | 7:44,9        | 61,87 km/u    | Marcus Grönholm |
| 2      | 21 september | 11 | 10:34     | Foini - Koilinia 1              | 30,33 km | Sébastien Loeb  | 26:20,8       | 69,07 km/u    | Marcus Grönholm |
| 2      | 21 september | 12 | 11:32     | Galatareia - Pentalia 1         | 13,33 km | Sébastien Loeb  | 8:17,8        | 96,40 km/u    | Marcus Grönholm |
| 2      | 21 september | 13 | 14:25     | Kellaki - Foinikaria 2          | 9,49 km  | Sébastien Loeb  | 8:01,7        | 70,92 km/u    | Marcus Grönholm |
| 2      | 21 september | 14 | 15:03     | Akrounta - Apsiou 2             | 7,99 km  | Marcus Grönholm | 7:35,4        | 63,16 km/u    | Sébastien Loeb  |
| 2      | 21 september | 15 | 16:21     | Foini - Koilinia 2              | 30,33 km | Sébastien Loeb  | 25:56,1       | 70,17 km/u    | Sébastien Loeb  |
| 2      | 21 september | 16 | 17:19     | Galatareia - Pentalia 2         | 13,33 km | Sébastien Loeb  | 8:09,7        | 97,99 km/u    | Sébastien Loeb  |
|        |              |    |           |                                 |          |                 |               |               | Sébastien Loeb  |
| 3      | 24 september | 17 | 8:54      | Vavatsinia - Mandra Kambiou 1   | 25,24 km | Sébastien Loeb  | 22:24,1       | 67,60 km/u    | Sébastien Loeb  |
| 3      | 24 september | 18 | 9:52      | Machairas - Agioi Vavatsinias 1 | 12,94 km | Marcus Grönholm | 10:56,6       | 70,95 km/u    | Sébastien Loeb  |
| 3      | 24 september | 19 | 10:35     | Lageia - Kalavasos              | 8,99 km  | Marcus Grönholm | 7:21,6        | 73,29 km/u    | Sébastien Loeb  |
| 3      | 24 september | 20 | 12:35     | Down Town Special               | 3,40 km  | Neutralisatie   | Neutralisatie | Neutralisatie | Sébastien Loeb  |
| 3      | 24 september | 21 | 14:03     | Vavatsinia - Mandra Kambiou 2   | 25,24 km | Normtijd        | Normtijd      | Normtijd      | Sébastien Loeb  |
| 3      | 24 september | 22 | 14:56     | Machairas - Agioi Vavatsinias 2 | 12,94 km | Marcus Grönholm | 10:48,8       | 71,80 km/u    | Sébastien Loeb  |

| KP overwinningen | KP overwinningen |
| Rijder           | Aantal           |
| ---------------- | ---------------- |
| Sébastien Loeb   | 10               |
| Marcus Grönholm  | 9                |
| Petter Solberg   | 1                |

## Kampioenschap standen

#### Rijders
|   | Pos. | Rijder          | Pnt. |
| - | ---- | --------------- | ---- |
| = | 1    | Sébastien Loeb  | 112  |
| = | 2    | Marcus Grönholm | 77   |
| = | 3    | Daniel Sordo    | 41   |
| = | 4    | Mikko Hirvonen  | 39   |
| = | 5    | Manfred Stohl   | 33   |

#### Constructeurs
|   | Pos. | Constructeur               | Pnt. |
| - | ---- | -------------------------- | ---- |
| = | 1    | Kronos Total Citroën WRT   | 142  |
| = | 2    | BP Ford World Rally Team   | 135  |
| = | 3    | Subaru World Rally Team    | 79   |
| = | 4    | OMV Peugeot Norway         | 59   |
| = | 5    | Stobart VK Ford Rally Team | 30   |

- Noot: Enkel de top 5-posities worden in beide standen weergegeven.